# 绿叶粉背蕨
绿叶粉背蕨（学名：Aleuritopteris tamburii var. viridis）为中国蕨科粉背蕨属下的一个变种。

## 扩展阅读
- 維基物種上的相關：绿叶粉背蕨